# 堺市立美原北小学校
堺市立美原北小学校（さかいしりつ みはらきた しょうがっこう）は、大阪府堺市美原区にある公立小学校。

## 概要
美原区の北部に位置する。阪和自動車道や南阪奈道路が開通し沿道では田畑の中に工場立地等が盛んであるが、校区は旧村と新興住宅が混在し工場跡地では宅地の開発が進んでいる。歴史的には河内鋳物師（かわちいもじ）発祥の地区でもある。

## 沿革
1868年に当時の丹南郡丹南村に設置された河内国丹南藩の藩校をルーツとする。藩校は1871年の廃藩置県に伴って廃止されたが、1872年の学制発布とともに旧藩校の土地・建物が当時の堺県に払い下げられ、旧藩校を転用する形で、丹南・丹上・真福寺・岡の4ヶ村（現在の堺市美原区の一部および松原市の一部）を校区とする堺県河内国第二十九番小学校が設置された。この第二十九番小学校が現在の美原北小学校へとつながっている。
学校沿革史では、第二十九番小学校小学校の開校をもって学校創立としている。日本最古の小学校の一つでもある。
学校制度の改編などにより複数回の改称を経たのち、1889年に丹南尋常小学校となった。当時の校区は、1889年に施行された町村制による丹南郡（1896年郡の合併により南河内郡）丹南村だった。
その後1941年の国民学校令により丹南国民学校に改称されたのち、1947年の学制改革により丹南村立小学校となった。
1956年9月30日には、丹南村など3町村合併により美原町が発足した。これに伴い美原町立丹南小学校に改称した。
しかし旧丹南村は、一部区域（当時の大字丹南の大部分）が松原市に分離編入することになった。そのため松原市に編入した区域については1957年4月に校区から分離し、松原市立松原小学校の校区に編入している。
1964年4月には多治井地区を校区に編入している。多治井地区はもともと南河内郡丹比村に属し、町村合併により1956年に南大阪町（1959年1月市制施行で羽曳野市）となっていた。その一方で多治井地区は1957年4月、南大阪町から美原町に分離編入した。これに伴い2年後の1959年3月、多治井は羽曳野市立丹比小学校校区より美原町立黒山小学校校区に編入されていた。さらに1964年には、黒山小学校校区から丹南小学校校区へと変更している。
1964年9月には現在地に新校舎が完成し移転した。移転と同時に美原町立北小学校へ改称した。
美原町は2005年2月1日付で堺市に編入された。これに伴い堺市立美原北小学校に改称した。

### 年表
- 1868年 - 丹南藩が藩学館・丹南学校を設置。
- 1871年 - 廃藩置県により丹南学校を廃止。
- 1872年5月8日 - 堺県河内国第二十九番小学校として開校（この時点を学校創立とする）。旧丹南学校の施設を転用。
- 1876年8月8日 - 河内国丹南小学校に改称。
- 1887年 - 丹南郡丹南簡易小学校に改称。
- 1889年4月1日 - 丹南郡丹南尋常小学校に改称。校区は町村制による丹南村となる。
- 1896年4月1日 - 郡の合併により、南河内郡丹南尋常小学校と称する。
- 1940年4月1日 - 高等科を併設。南河内郡丹南尋常高等小学校に改称。
- 1941年4月1日 - 南河内郡丹南国民学校に改称。
- 1947年4月1日 - 丹南村立小学校に改称。
- 1956年9月30日 - 美原町立丹南小学校に改称。
- 1957年4月1日 - 旧丹南村の一部地域が松原市に分離編入したことにより、該当区域を松原市立松原小学校の校区に編入）。
- 1964年4月1日 - 多治井地区を美原町立黒山小学校校区から編入する。
- 1964年8月24日 - 現在地に新校舎落成。
- 1964年9月1日 - 現在地に移転。美原町立北小学校に改称。
- 2005年2月1日 - 美原町の堺市への編入に伴い、堺市立美原北小学校に改称。

## 通学区域
- 堺市美原区 今井、黒山(283-293番地)、真福寺、丹南、丹上、大保、多治井。

卒業生は堺市立美原中学校と堺市立美原西中学校の2校に分かれて進学する。

## 出身者
- 中田大智（ジャニーズJr）

## 交通
- 南海高野線北野田駅下車 - 南海バス・近鉄バス共同運行「多治井北」行き「大保」下車。